# Portret Jennie
Portret Jennie (oryg. Portrait of Jennie) – film fantasy w reżyserii Williama Dieterle z 1948 roku na podst. noweli Roberta Nathana pod tym samym tytułem z 1940 roku. Podczas 21. ceremonii wręczenia Oscarów zdobył Oscara za najlepsze efekty specjalne (Paul Eagler, Joseph McMillan Johnson, Russell Shearman i Clarence Slifer ; Specjalne efekty dźwiękowe: Charles L. Freeman i James G. Stewart). Joseph H. August był także nominowany do Oscara za najlepsze zdjęcia – czarno-białe.
Polska premiera odbyła się w styczniu 1961 roku z poprzedzającym dodatkiem w postaci „Czy wiecie, że…” WFO nr 7/60.

## Fabuła
W 1934 roku zubożały malarz Eben Adams spotyka w Central Parku na Manhattanie małą dziewczynkę o imieniu Jennie Appleton mającą na sobie staromodne ubranie. Sporządza jej szkic z pamięci, który wiąże go z marszandką, panią Spinney, która widzi w nim potencjał. To zainspirowało go do namalowania portretu Jennie.
Eben spotyka Jennie w sporadycznych odstępach czasu. Co dziwne, wydaje się, że dorasta znacznie szybciej niż to możliwe. Wkrótce zakochuje się w niej, ale jest zdziwiony faktem, że zdaje się przeżywać wydarzenia, które według niego miały miejsce wiele lat wcześniej, tak jakby właśnie się wydarzyły. W końcu dowiaduje się prawdy o Jennie i choć dochodzi do nieuniknionej tragedii, nadal jest ona inspiracją dla życia i sztuki Ebena, a jego kariera robi niezwykły zwrot, począwszy od portretu Jennie.

## Obsada
- Jennifer Jones – Jennie Appleton
- Joseph Cotten – Eben Adams
- Ethel Barrymore – panna Spinney
- Lillian Gish – Matka Mary Miłosierdzia
- Cecil Kellaway – Matthews
- David Wayne – Gus O’Toole
- Albert Sharpe – Moore
- Henry Hull – Eke
- Florence Bates – pani Jekes
- Clem Bevans – kpt. Cobb
- Maude Simmons – Clara Morgan